# Philautus mjobergi
Philautus mjobergi és una espècie de granota que es troba a Indonèsia, Malàisia i, possiblement també, a Brunei.